# Zoe Zoutzes
Zoe Zoutzes (zm. maj 899) – cesarzowa bizantyńska 898-899.

## Życiorys
Była córką Styliana Zautzesa, ormiańskiego doradcy Leona VI Filozofa. Jeszcze za życia Bazylego I stała się kochanką jego syna Leona VI. W okresie samodzielnych rządów Leona wzmocniła pozycję swojego ojce na dworze (otrzymał tytuł basileopator. Po śmierci pierwszej żony Leona VI została jego drugą żoną. Wywołało to protesty patriarchy Konstantynopola, bowiem Zoe była wdową. Zmarła półtora roku później z powodu malarii. Urodziła Leonowi jedną córkę Annę (898-914?).